# Аясе
Аясе (яп. 綾瀬市 Аясэ-си) — город в Японии, находящийся в префектуре Канагава. Площадь города составляет 22,28 км², население — 83 928 человек (1 августа 2014), плотность населения — 3766,97 чел./км².

## Географическое положение
Город расположен на острове Хонсю в префектуре Канагава региона Канто. С ним граничат города Эбина, Ямато, Фудзисава.

## Население
Население города составляет 83 928 человек (1 августа 2014), а плотность — 3766,97 чел./км². Изменение численности населения с 1980 по 2005 годы:
| 1980 | 65 078 чел. |  |
| 1985 | 71 152 чел. |  |
| 1990 | 77 926 чел. |  |
| 1995 | 80 680 чел. |  |
| 2000 | 81 019 чел. |  |
| 2005 | 81 767 чел. |  |

## Символика
Деревом города считается клён, цветком — роза, птицей — обыкновенный зимородок.

## Города-побратимы
- Касива, Япония (1967)